# Letepsammia
Genre
Letepsammia est un genre de coraux durs de la famille des Meandrinidae.

## Liste d'espèces
Le genre Letepsammia comprend les espèces suivantes :
| Selon World Register of Marine Species (9 juillet 2015) : - Letepsammia fissilis Cairns, 1995 - Letepsammia formosissima Moseley, 1876 - Letepsammia franki Owens, 1994 - Letepsammia superstes Ortmann, 1888 | Selon ITIS (9 juillet 2015) : - Letepsammia fissilis Cairns, 1995 - Letepsammia formosissima Moseley, 1876 - Letepsammia franki Owens, 1994 - Letepsammia superstes Ortmann, 1888 |